# Tallvägstekel
Tallvägstekel (Dipogon vechti) är en stekelart som beskrevs av Francis Day 1979. Tallvägstekel ingår i släktet vedvägsteklar, och familjen vägsteklar. Enligt den finländska rödlistan är arten sårbar i Finland. Enligt den svenska rödlistan är arten sårbar i Sverige. Arten förekommer i Nedre Norrland och Övre Norrland. Arten har tidigare förekommit i Götaland och Svealand men är numera lokalt utdöd. Artens livsmiljö är skogar.